# رودلف فرانك
رودلف فرانك (بالألمانية: Rudolf Frank)‏ هو طيار بطل ألماني، ولد في 19 أغسطس 1920 في كارلسروه في ألمانيا، وتوفي في 27 أبريل 1944 في آيندهوفن في هولندا.